# Лукреција Ласкарис ди Вентимиља
Лукреција Ласкарис де Вентимиља (1264 – 1314), такође звана Ласкара де Вентимиља, била је ћерка италијанског грофа Гуљелма Пјетра I ди Вентимиље и принцезе Евдокије Ласкарис Асен. По мајчиној страни, Ласкара је праунука бугарског цара Јована Асена II и унука никејског цара Теодора II Ласкариса.
Лукреција Ласкарис је рођена око 1264. године на очевом имању његових предака Вентимиља у Лигурији. Већ у најранијем детињству пратила је своју мајку грофицу Евдокију Ласкарис Асен, која је отишла на двор Ђаумеа I у Краљевину Арагон заједно са царицом Аном Хоенштауфен, удовицом никејског цара Јована III Дуке Ватаца и њеном братаницом - Констанцом од Сицилије, која се удала за престолонаследника Переа III Арагонског.
Лукреција Ласкарис се 1281. године, удала за Арна Роџера I, грофа каталонске провинције Паларс-Собира, са којим је имала три ћерке. Године 1288. умро је гроф Арно Роже и његова удовица је морала да се бори против рођака свог мужа, грофова од Коменжа, који су желели да узурпирају њене области на Пиринејима. Након интервенције краља, Лукреција је успела да прогласи своју ћерку Сибилу I грофицом од Палара и 1297. године, је уда за грофа Хуга VII де Матаплана. До 1304. године, живела је са ћерком у замку Матаплана, а потом у Барселони. Краљ Ђауме II је 1307. године, приморао Лукрецију да постане монахиња, оптужујући је да је имала аферу са адмиралом Бернатом де Сарија. Постала је монахиња у самостану Санта Марија де Жункерес, који припада Реду Сантјага.
Умрла је 1314. године, у Барселони.

## Породица
Лукреција Ласкарис и гроф Арно Роже I имали су троје деце:
- Сибила де Паиларс и Вентимиглиа-Ласкарис (1282 – 1330), грофица од Паиларс-Собира
- Беатрис де Паларс (умрла после 1330), виконтеса де Виљамур
- Виоланте де Паларс (умрла после 1311.).